# Армитидж, Ричард (актёр)
Ричард Криспин Армитидж (англ. Richard Crispin Armitage /ˈɑrmətɪdʒ/; род. 22 августа 1971, Лестер, Лестершир, Великобритания) — британский актёр, номинант на премию Лоренса Оливье (2015). Мировую известность приобрёл в 2012 году благодаря роли короля гномов Торина Дубощита в кинотрилогии Питера Джексона «Хоббит». Известен в России с 2004 года как исполнитель роли Джона Торнтона в мини-сериале ВВС «Север и Юг» и роли Гая Гисборна в сериале ВВС «Робин Гуд». Является автором книги “Geneva”.

## Биография

### Ранние годы и учёба
Ричард Криспин Армитидж родился в северной части Англии, вблизи города Лестер, в деревне Ханкот, графство Лестершир. Родители: Маргарет Армитидж, школьный секретарь, и Джон Армитидж, инженер-атомщик. Второй ребёнок в семье, есть старший брат — Кристофер.
О детстве актёра известно немного, главным образом это воспоминания, которыми делится сам Армитидж. В первый год жизни он приобрел фобию, от которой не избавился до сих пор:
 «[Меня пугает] глубокая, тёмная вода. Одно из моих первых воспоминаний — я падаю в соседский пруд вместе с коляской. Я тогда пробыл под водой довольно долго. Было очень страшно».
Доподлинно неизвестно, когда Армитидж принял решение стать актёром, но тягу к театральной сцене он испытывал с самых ранних лет. Его первое выступление перед публикой состоялось в Бирмингемском Alexander Theatre, в детском спектакле «Хоббит», где юный Ричард сыграл эльфа.
После окончания начальной школы в Ханкоте Армитидж поступает в Брокингтон-колледж в Эндерби. Там он обучается музыке, в частности — игре на гитаре, виолончели и флейте. Далее следует обучение танцам и актёрскому мастерству в Паттисон-колледже в Ковентри. Окончив его с высшими оценками по музыке и английскому языку, семнадцатилетний Ричард делает первый самостоятельный шаг на пути к профессиональному успеху. В поисках опыта, необходимого для получения рабочей карты актёра, он отправляется в Венгрию, в Будапештский цирк, и проводит там 6 недель, вычищая клетку слона и ассистируя на манеже.
 «Я ездил на слоне, немного жонглировал и бросал хулахупы в скейтбордистов. В основном отирался на заднем плане, если честно. Это была низшая точка моей карьеры».

### Театральная карьера
Вернувшись в Англию, Армитидж получает профсоюзную карту, которая дает ему право посещать прослушивания. В 1990 году поиски работы приводят Ричарда в музыкальный театр, но работу в мюзиклах он воспринимает только как промежуточную ступень, ведущую к настоящей цели — драматическому театру. Вершиной танцевальной карьеры Армитиджа становится участие в легендарном мюзикле «Кошки»(1995, New London Theatre), где он исполнил две роли — Адметуса и Макавити.
В том же году он активно пробует силы в драматическом театре и играет в нескольких спектаклях, таких как «Six Degrees of Separation», «The Real Thing» и Смерть коммивояжёра. Опыт оказывается неудачным и отрезвляющим.
 «Мы вяло перемещались по сцене, и я увидел, какую пытку мы устроили зрителю нашей пьесой. Это меня огорошило. Такие аплодисменты мне не нужны».
В 1995 году Ричард решает продолжить актёрское образование, на этот раз — в престижной Лондонской Академии Музыки и Драмы (LAMDA).
Пройдя трёхгодичный курс в Академии, актёр возвращается в театр в качестве члена Королевская шекспировская труппа и участвует в постановках «Макбета», «Герцогини Мальфи» и «Гамлета».
Театр обеспечивает только частичную занятость, и в ожидании звонка от агента Армитидж подрабатывает где придётся: контролером в театре, циклёвщиком полов, инвентаризатором в офисе.
В 2002 актёр получает главную роль в «Используй меня как свой кардиган», после чего в его театральной карьере наступает длительное затишье.
 «Ты бьёшься за определённые роли, а потом понимаешь, что все они уже распределены между тв- и кино- актёрами, потому что театр постоянно борется за выживание: им нужны узнаваемые имена и лица, чтобы сделать кассу. Так что я помню, как наконец решил: сначала я сделаю себе имя на ТВ или в кино, а потом вернусь в театр и сыграю те роли, которые мне нравятся».
На протяжении 12 лет Армитидж повторяет в интервью, что видит себя в первую очередь актёром театра и не оставляет надежды вернуться в эту сферу. Наконец, 22 июня 2014 года он дебютирует на сцене театра Олд Вик в роли Джона Проктора.
Спектакль «Суровое испытание», поставленный по пьесе Артура Миллера, шёл 17 недель, по одному представлению в будние дни, и по два в субботу (с часовым интервалом). После спектакля Армитидж неизменно появлялся у служебного входа, чтобы пообщаться со зрителями и раздать автографы. Финальное выступление состоялось 13 сентября 2014 года. В марте 2015 Ричард Армитидж был номинирован на премию Лоренса Оливье за лучшую мужскую роль. В июле 2015 года видеоверсия спектакля была показана в России, в рамках Летнего Театрального Фестиваля TheatreHD.

### Карьера на телевидении
Первой заметной работой Армитиджа на ТВ становится Джон Стендринг — роль второго плана в мини-сериале «Спаркхаус» (BBC, 2002). По утверждению сценаристов, в основе этой социальной драмы лежит сюжет романа «Грозовой перевал». Чтобы вжиться в образ сельского труженика, Армитидж, помимо прочего, работает на ферме и обучается уходу за овцами. Усилия не пропадают даром: после «Спаркхауса» актёра начинают приглашать в сериалы, и в 2003 году Ричард поочередно играет трёх персонажей, имеющих одну общую черту. И Пола Эндрюса (многосерийный фильм «Простыни»), и Ли Престона в пятом сезоне сериала «Холодные ступни», и капитана Йена Макалвейна во втором сезоне сериала «Элита спецназа» отличает склонность к безнравственным поступкам.
 «Плохих персонажей всегда интереснее играть, потому что можно быть грубым, агрессивным и делать такие гадости, которых в реальной жизни себе не позволишь».
2004 год приносит Армитиджу долгожданный «золотой билет»: его утверждают на роль Джона Торнтона в теленовелле «Север и Юг». Он был одним из первых актёров, прошедших пробы, и одним из последних, получивших роль: у создателей фильма ушёл почти год на то, чтобы рассмотреть все кандидатуры и все-таки остановить свой выбор на Ричарде Армитидже.
Успех новой (второй) экранизации романа Э. Гаскелл стал большой неожиданностью для телеканала ВВС, продюсеры которого не ожидали от этого мини-сериала ничего особенного и не рекламировали его для большой аудитории. Несмотря на отсутствие промоушена, постановка была крайне благосклонно встречена и зрителями, и прессой. О том, какое впечатление произвел на публику Джон Торнтон, можно судить по заголовку статьи в «The Sunday Times», посвящённой сериалу. Он гласил: «Подвинься, Дарси!» Показательна и реакция интернет-пользователей: в премьерные дни форум сайта ВВС вышел из строя из-за наплыва посетителей, желающих немедленно выразить любовь к мистеру Торнтону.
В 2006 году Армитидж отправляется в Венгрию, чтобы сняться в первом сезоне подросткового сериала «Робин Гуд». Образ рыцаря-злодея Гая Гисборна становится второй после Торнтона «визитной карточкой» актёра. Сериал выходит на экраны с 2006 по 2009 год, в 2008—2009 годах его транслируют по общероссийскому телеканалу «Культура».
В 2009 году на экраны выходит третий, финальный сезон «Робина Гуда». На этот момент Ричард Армитидж уже год снимается в роли офицера британской контрразведки Лукаса Норта в шпионском сериале «Призраки».
Первый сезон «Призраков» с участием актёра — и седьмой от начала сериала — выходит в эфир 27 октября 2008 года. Начинается он с того, что в отдел D (по борьбе с терроризмом) британской контрразведки MI-5 возвращается старший офицер Лукас Норт. Он возглавлял этот отдел в конце 90-х, но был арестован российскими спецслужбами за шпионаж и провёл восемь лет под следствием в СИЗО «Лушанка». В СИЗО его подвергли таким жестоким пыткам, что Лукас хотел покончить с собой. В последнюю минуту его остановил следователь Олег Даршавин. Обзаведясь множеством татуировок и стокгольмским синдромом по отношению к следователю, Норт возвращается на родину — на этот раз ему предстоит бороться с терроризмом внутри страны.
Пройдя проверку, шпион безупречно служит в MI-5 на протяжении двух сезонов. В третьем сезоне — финальном для персонажа и предпоследнем для сериала — сценаристы преподносят зрителям сюрприз. Лукас Норт оказывается совсем не тем, за кого себя выдает, и, поставленный перед выбором — личное счастье или благополучие всего человечества, эгоистически склоняется к первому варианту.
Чтобы выглядеть убедительно в роли узника русской тюрьмы, Армитидж перед съемками похудел на 10 килограммов. Попытка освоить нормы русского произношения не увенчалась успехом, и все требуемые фразы он заучил на слух. Сцены пыток водой были сняты без дублёра: чтобы добиться большей достоверности в кадре, актёра клали на пол, закрывали лицо полотенцем и лили сверху воду, пока «Лукас» не начинал по-настоящему задыхаться; при этом в комнате поддерживалась низкая температура — для создания большего дискомфорта. К сценам, где Лукас Норт появляется без рубашки, Армитиджа готовили по 2 часа — столько времени уходило у гримёров на нанесение всех татуировок.
После съёмок в сериале «Призраки» к Армитиджу перешёл гардероб его персонажа, состоящий из модных дизайнерских вещей. В виде бонуса актёр получил часы класса люкс «Omega», тоже принадлежавшие Лукасу Норту. Кроме того, с «призрачного» гонорара Ричард купил свою первую машину (BMW).
В августе 2009 года, после десяти недель усиленной физической подготовки, Армитидж вылетает в Йоханнесбург, чтобы приступить к работе над ролью сержанта Джона Портера в сериале «Ответный удар». Высокие рейтинги первого сезона убеждают руководство канала Sky 1 в необходимости снимать продолжение. На момент принятия этого решения Армитидж уже снимается в Новой Зеландии в кинотрилогии сэра Питера Джексона «Хоббит», и полюбившийся зрителям сержант Портер появляется во втором сезоне лишь на несколько минут.

### Карьера в кино
Дебют Армитиджа в кино состоялся в 1999 году. Будучи студентом, он сыграл в «Звёздных войнах» «безымянного пилота с Набу», но, по словам актёра, при финальном монтаже его «заменили компьютерной графикой». В том же году Ричард снялся в главной роли в короткометражном фильме Дэрила Ньюмана «Staged». По неизвестным причинам картина попала на полку, и только в 2014 году «Staged» был выпущен на DVD.
В 2010 году Ричард впервые получил роль в Голливуде. Он сыграл нацистского шпиона Хайнца Крюгера в фильме «Капитан Америка: Первый мститель».
В октябре 2010 года режиссёр Питер Джексон, подтверждая свой талант открывать новые имена, объявил, что Ричард Армитидж утверждён на роль Торина Дубощита.
Ради роли Торина Ричард рискнул отказаться от продолжения съёмок в сериале «Ответный удар». Поэтому его герой Джон Портер погибает в самом начале 2 сезона.

Трилогия «Хоббит» была восторженно встречена зрителями по всему миру. Для Ричарда, которому фактически досталась вторая главная роль, участие в проекте принесло долгожданный успех и признание, за что он неустанно благодарит сэра Питера: 
 «Но я сказал Питеру, что даже если эта роль [Торина] станет для меня последней, это будет прекрасно. Меня это устраивает».
Начиная с 2012 года Армитидж регулярно снимается в полном метре — преимущественно в Великобритании и США (где актёр проживает на данный момент).

### Радио и закадровая работа
Обладатель впечатляющего баритона (по желанию, превращающегося в бас), Армитидж в разные годы много и плодотворно работал «закадровым голосом» — озвучил множество рекламных роликов для радио и ТВ, не менее пяти документальных фильмов и более 10 аудиокниг, а также принял участие в записи радиоспектакля «Кларисса» (по эпистолярному роману Сэмюэла Ричардсона).
Отдельного упоминания заслуживает цикл писем культового английского поэта Теда Хьюза, начитанный Армитиджем в 2007 году. Актёр отказался от идеи имитировать голос Хьюза и для усиления сходства с авторским чтением воспроизвел йоркширский акцент поэта.
В мае 2014 года в продажу поступила аудиокнига «Гамлет. Роман». По словам Ричарда, начитывать монолог семнадцатилетней Офелии ему было нелегко.
В прошлом актёр не раз с блеском озвучивал женских персонажей, среди которых попадались и юные девы, и леди преклонных лет. Примером может служить аудиокнига «Венеция» по роману Джорджетт Хейер «Нежданная любовь», записанная в 2010 году для Naxos Audiobooks. В 2011 году «Венеция» была номинирована на премию «Audies» в категории «лучшая адаптация книги».

### Актёрская техника
В работе над ролями Армитидж активно применяет Метод Ли Страсберга — технику работы над ролью, являющуюся адаптированным вариантом Системы Станиславского. Перед началом съёмок актёр, как правило, придумывает и записывает предысторию своего героя, иногда делает записи о нём и во время съёмок или ведёт дневник от его имени.
 «Когда я пишу биографию своего персонажа, она принимает форму романа, написанного то от первого, то от третьего лица, иногда от второго. Полезно поговорить СО своим персонажем, так же как ЗА него и О нём. В момент, когда эти поиски превращаются в персонаж, он выходит в большой мир и сталкивается с другими героями. Часто грани характера, созданные во время написания биографии, для того и замышляются, чтобы вызвать взрыв при этой встрече; это как установить внутри персонажа несколько бомб».
Из интервью известно и о других профессиональных приёмах Ричарда:
1. Он изучает историческую эпоху, в которой существует персонаж. Так, чтобы сыграть преуспевающего фабриканта Торнтона, Армитидж читал книги Фридриха Энгельса, в частности, работу Положение рабочего класса в Англии, и посещал музеи ткачества.
2. Он переживает физический опыт, присущий персонажу. Сюда относятся пытка водой для «Призраков», тренировки по регби для съёмок в «Элите спецназа» и т. п.
3. Он осваивает азы профессии персонажа. Например, чтобы почувствовать себя старшим официантом Питером Макдаффом, актёр под присмотром настоящего старшего официанта тренировался обслуживать столики в трёхзвёздочном ресторане «Garson».
Побочным эффектом погружения в роль являются сны, сюжеты которых продиктованы личностью персонажа. Об этом Армитидж не раз рассказывал в интервью, в частности — после съёмок в «Ответном ударе» и «Хоббите».
 «Мой метод игры — концентрация. Чтобы работать с ролью […] надо уметь на ней сосредоточиться. Я погружаюсь в роль, стараюсь не выходить из неё, вжиться в шкуру персонажа. Это не значит, что я не могу побеседовать на посторонние темы или сделать себе чашку кофе. Но в течение 18 месяцев я действительно жил жизнью персонажа».

### Личная жизнь
В 2023 году, говоря о своей ориентации, Армитаж сказал, что открылся своей семье, когда ему было 19 лет. Однако только недавно он почувствовал себя достаточно комфортно, чтобы открыто заявить о себе.
Всем видам спорта Ричард предпочитает лыжи и не может устоять перед соблазном скатиться с очередной вершины, даже если это запрещено контрактом со съёмочной студией.
Ричард Армитидж был назван в честь английского короля Ричарда III.
Отец актёра — активный участник Общества Ричарда III, и поскольку его младший сын появился на свет в годовщину смерти монарха, вопрос о выборе имени решился сам собой. Ричарду передалось увлечение биографией последнего из Плантагенетов, отвечая на вопрос о творческих планах, равно как и об увлечениях, он неизменно упоминает о своем венценосном тёзке.
 «Мой отец очень любит роман Шерон Кей Пенман „Солнце в зените“, я и сам как-то давно читал его. В последние годы наметился интерес к жизни Ричарда III, стали проводиться новые исследования. Я бы очень хотел сыграть в фильме, посвящённом жизни короля. Это было бы очень захватывающе: социально-политический триллер, история любви и династическая трагедия в одном флаконе. Моя задача — убедить продюсеров, что эта тема не ограничивается тем, что нам преподают в школе на уроках истории. Вот только времени это займёт много — возможно, я уже не смогу сыграть Ричарда, но не откажусь и от какой-нибудь другой роли. Может быть, к тому времени, как все поймут, какой богатый потенциал у этого сюжета, я и сам буду готов стать продюсером».

## Работы

### Фильмография
| Год       |    | Русское название                              | Оригинальное название                                | Роль                               |
| --------- | -- | --------------------------------------------- | ---------------------------------------------------- | ---------------------------------- |
| 1992      | с  | Бун                                           | Boon                                                 | человек в пабе                     |
| 1999      | ф  | Любовь этого года                             | This Year's Love                                     | самодовольный человек на вечеринке |
| 1999      | ф  | Звёздные войны. Эпизод I: Скрытая угроза      | Star Wars Episode I: The Phantom Menace              | пилот Набу                         |
| 1999      | с  | Клеопатра                                     | Cleopatra                                            | Епифан                             |
| 2001      | тф | Макбет                                        | Macbeth                                              | Ангус                              |
| 2001      | с  | Врачи                                         | Doctors                                              | доктор Том Стил                    |
| 2001      | с  | Катастрофа                                    | Casualty                                             | Крэйг Паркер                       |
| 2002      | тф | Спаркхаус                                     | Sparkhouse                                           | Джон Стэндринг                     |
| 2002—2010 | с  | Призраки                                      | Spooks                                               | Лукас Норт/офицер полиции          |
| 2003      | с  | Холодные ступни                               | Cold Feet                                            | Ли Престон                         |
| 2003      | с  | Элита спецназа                                | Ultimate Force                                       | капитан Ян Макелвен                |
| 2003      | с  | В постели                                     | Between the Sheets                                   | Пол Эндрюс                         |
| 2004      | с  | Север и Юг                                    | North & South                                        | Джон Торнтон                       |
| 2005      | ф  | Наваждение                                    | Frozen                                               | Стивен                             |
| 2005      | с  | Тайны инспектора Линли                        | The Inspector Lynley Mysteries                       | Филипп Тёрнер                      |
| 2005      | тф | Смысл преступления                            | Malice Aforethought                                  | Уильям Чатфорд                     |
| 2005      | с  | Золотой час                                   | The Golden Hour                                      | доктор Алек Трек                   |
| 2005      | с  | Шекспир на новый лад                          | ShakespeaRe-Told                                     | Питер Макдафф                      |
| 2006      | с  | Импрессионисты                                | The Impressionists                                   | молодой Клод Моне                  |
| 2006—2007 | с  | Викарий из Дибли                              | The Vicar of Dibley                                  | Гарри Кеннеди                      |
| 2006—2009 | с  | Робин Гуд                                     | Robin Hood                                           | сэр Гай Гисборн                    |
| 2007      | с  | Инспектор Джордж Джентли                      | Inspector George Gently                              | Рики Диминг                        |
| 2007      | тф | Мисс Мэри Ллойд                               | Miss Marie Lloyd                                     | Перси Кортни                       |
| 2007      | тф | Мисс Марпл Агаты Кристи: Горе невинным        | Marple: Ordeal by Innocence                          | Филип Дюррант                      |
| 2009      | с  | Двигаясь вперед                               | Moving On                                            | Джон Муллиган                      |
| 2010—2011 | с  | Ответный удар                                 | Strike Back                                          | сержант Джон Портер                |
| 2011      | ф  | Первый мститель                               | Captain America: The First Avenger                   | Хайнц Крюгер                       |
| 2012      | ф  | Хоббит: Нежданное путешествие                 | The Hobbit: An Unexpected Journey                    | Торин Дубощит                      |
| 2013      | ф  | Хоббит: Пустошь Смауга                        | The Hobbit: The Desolation of Smaug                  | Торин Дубощит                      |
| 2014      | ф  | Навстречу шторму                              | Into the Storm                                       | Гэри Фуллер                        |
| 2014      | ф  | Хоббит: Битва пяти воинств                    | The Hobbit: The Battle of the Five Armies            | Торин Дубощит                      |
| 2015      | с  | Ганнибал                                      | Hannibal                                             | Фрэнсис Долархайд                  |
| 2015      | ф  | Урбан и гаражная команда                      | Urban & the Shed Crew                                | Чоп                                |
| 2016      | ф  | Разум в огне                                  | Brain on Fire                                        | Том Кэхалан                        |
| 2016      | ф  | Алиса в Зазеркалье                            | Alice Through the Looking Glass                      | король Олерон                      |
| 2016      | с  | Берлинская резидентура                        | Berlin Station                                       | Дэниэл Миллер                      |
| 2017      | ф  | Паломничество                                 | Pilgrimage                                           | Раймон де Мервиль                  |
| 2017      | ф  | Лунатик                                       | Sleepwalker                                          | доктор Скотт Уайт                  |
| 2017—2021 | мс | Кастлвания                                    | Castlevania                                          | Тревор Бельмонт                    |
| 2018      | ф  | Восемь подруг Оушена                          | Ocean's Eight                                        | Клод Беккер                        |
| 2018      | ф  | Моя Зои                                       | My Zoe                                               | Джеймс                             |
| 2019      | ф  | Сторожка                                      | The Lodge                                            | Ричард Холл                        |
| 2020      | с  | Незнакомка                                    | The Stranger                                         | Адам Прайс                         |
| 2021      | с  | Прошлое не отпустит                           | Stay Close                                           | Рэй Левин                          |
| 2021      | ф  | Космические чистильщики                       | Space Sweepers                                       | Джеймс Салливан                    |
| 2022      | ф  | Человек из Рима                               | The Man from Rome                                    | Отец Куарт                         |
| 2023      | с  | Одержимость                                   | Obsession                                            | Уильям Фэрроу                      |
| 2023      | ф  | Мальчик в лесу                                | The Boy in the Woods                                 | Джаско                             |
| 2023      | мф | Приключения волшебного медвежонка Слипи: Кино | The Adventures of Sleepy the Magical Bear: The Movie | Носорог Монто                      |
| 2024      | с  | Единожды солгав                               | Fool Me Once                                         | Джо                                |

### Театр
- Любовь, любовь, любовь (2016 — Roundabout Theatre Company, New York) — Кеннет.
- Суровое испытание (2014 — Олд Вик) — Джон Проктор
- Герцогиня Мэлфи (2000 — Шекспировская королевская труппа) — Делио
- Макбет (1999 — Шекспировская королевская труппа) — Ангус
- Четыре Алисы Бейкерс (1999) — молодой Ричи
- Гамлет (1998) — офицер Бернардо

## Номинации и награды
- 2016 — премия «Сатурн» в категории «Лучший телеактёр второго плана» за роль Френсиса Долархайда в сериале «Ганнибал».
- 2015 — премия «Сатурн» в категории «Лучшая роль второго плана» за роль Торина Дубощита.
- 2015 — номинация на премию Лоренса Оливье в категории «Лучший актёр» за роль Джона Проктора в спектакле «Суровое испытание»
- 2014 — премия «Broadway World UK Awards» в категории «Лучшая главная мужская роль» за роль Джона Проктора в спектакле «Суровое испытание».
- 2009 — номинация на премию «Золотая нимфа» телефестиваля в Монте-Карло за роль в сериале «Призраки».
- 2009 — номинация на премию «TV Quick Award» в категории «Лучший актёр» за роль в сериале «Призраки».